# Щуки (Вілейський район)
Щуки (біл. вёска Шчукі) — село в складі Вілейського району Мінської області, Білорусь. Село підпорядковане В'язинській сільській раді, розташоване в північній частині області.